# Кампус-ду-Жордан (микрорегион)

Кампус-ду-Жордан на карте.

Кампус-ду-Жордан (порт. Microrregião de Campos do Jordão) — микрорегион в Бразилии, входит в штат Сан-Паулу. Составная часть мезорегиона Вали-ду-Параиба-Паулиста. Campos do Jordão						

Население составляет 	68 863	 человека (на 2010 год). Площадь — 	1 008,849	 км². Плотность населения — 	68,26	 чел./км².

## Демография
Согласно сведениям, собранным в ходе переписи 2010 г. Национальным институтом географии и статистики (IBGE), население микрорегиона составляет:						
| Полное население                             | Полное население                             | Полное население                             | Полное население                             | 68 863 |
| -------------------------------------------- | -------------------------------------------- | -------------------------------------------- | -------------------------------------------- | ------ |
| в том числе:                                 | Городское население                          | 58 164                                       | Процент городского населения, %              | 84,46  |
|                                              | Сельское население                           | 10 699                                       | Процент сельского населения, %               | 15,54  |
|                                              | Мужское население                            | 34 083                                       | Процент мужского населения, %                | 49,49  |
|                                              | Женское население                            | 34 780                                       | Процент женского населения, %                | 50,51  |
| Плотность населения, чел/км²                 | Плотность населения, чел/км²                 | Плотность населения, чел/км²                 | Плотность населения, чел/км²                 | 68,26  |
| Население микрорегиона в % к населению штата | Население микрорегиона в % к населению штата | Население микрорегиона в % к населению штата | Население микрорегиона в % к населению штата | 0,17   |

## Статистика
- Валовой внутренний продукт на 2003 составляет 368 960 332,00 реалов (данные: Бразильский институт географии и статистики).
- Валовой внутренний продукт на душу населения на 2003 составляет 5383,94 реалов (данные: Бразильский институт географии и статистики).
- Индекс развития человеческого потенциала на 2000 составляет 0,808 (данные: Программа развития ООН).

## Состав микрорегиона
В составе микрорегиона включены следующие муниципалитеты:
1. Кампус-ду-Жордан
2. Монтейру-Лобату
3. Санту-Антониу-ду-Пиньял
4. Сан-Бенту-ду-Сапукаи